# Big Machine Records
Big Machine Records, LLC — американский звукозаписывающий лейбл, специализирующийся на таких жанрах, как поп и кантри. Big Machine основана в сентябре 2005 года в Нэшвилле, штат Теннесси, бывшим сотрудником DreamWorks Records Скоттом Борчеттой и изначально был совместным предприятием Боркетты и кантри-певца Тоби Кита. Лейбл принадлежит компании HYBE Corporation.
По состоянию на ноябрь 2014 года музыкальная компания состоит из 88 сотрудников, работающих в области публикации музыки, управления и мерчандайзинга, а также лейбл имеет 4 офисных здания.
Контракт с лейблом имеют такие артисты, как Тим Макгро, Реб Макинтайр и группа Rascal Flatts.
В июле 2019 года Скутер Браун выкупил лейбл за 300 млн. долларов.

## История

### Предыстория
Всё началось с основателя лейбла - Скотта Борчетта. Борчетта работал в почтовом отделении музыкальной компании своего отца и в итоге стал сотрудником по продвижению в 1991 году для лейбла Universal MCA Records. Согласно Bloomberg Businessweek, Борчетта был «вовлеченным менеджером» в MCA, «выбирая синглы и раздавая советы». После того, как он был уволен из MCA в 1997 году, Борчетта устроился в одно из отделений DreamWorks Records в Нэшвилле, но позже решил основать свой собственный лейбл.
Перед тем, как покинуть DreamWorks, Борчетта обратился к Свифт и ее семье после того, как певица выступила в кафе Blue Bird Café в Нэшвилле, штат Теннесси. В то время у него не было ни инфраструктуры, ни финансирования, с чем он и обратился к семье Свифт, вследствие чего певица была внесена в список артистов лейбла. Через две недели Свифт обратилась к Борчетте, сказав: «Я жду вас».

### Реализация
После основания лейбла в 2005 году Big Machine выпустил первую запись Свифт, сингл «Tim McGraw». Кит отказался от своей доли лейбла в 2006 году, но в ноябре 2014 года он был зарегистрирован в качестве владельца акций вместе с семьей Свифт и Борчетта (последним, согласно сообщениям, принадлежало 60% бизнеса). В октябре 2012 года Боркетта рассказал журналу Rolling Stone: «Скотту Свифт принадлежит 3% от лейбла».Но в июле 2019 в ходе вражды Тейлор с Скутером Брауном, пресс-секретарь Тейлор, сообщил, что, семья Свифт не входит и не входил в совет директоров.
В марте 2009 года один из артистов Big Machine Даниэль Пек покинул лейбл. Уход произошел во время периода спада всей музыкальной индустрии США.
Борчетта подписал сделку с Clear Channel, который позже изменил свое название на iHeartMedia, в 2012 году, что обеспечило оплату для артистов Big Machine за эфирные и цифровые радиопередачи.
Спустя три года после подписания сделки Борчетта сказал, что стриминг является «очень значимым» источником дохода.
3 ноября 2014 года Свифт удалила все, кроме одной из своих песен, из Spotify после неодобрения певицей стриминговых сервисов, появившихся в июле того же года. Свифт, являясь одной из самых популярных в мире музыкальных исполнителей того времени, ранее задерживала стриминг для своего альбома 2012 года, Red.
Другие кантри-исполнители лейбла, Джастин Мур и Брантли Гилберт, также удалили всю свою музыку со Spotify 12 ноября 2014 года. Как и Свифт, оба артиста оставили по одной песни на стриминговом сервисе.
В ответ на требование о том, чтобы Борчетта продал компанию за 200 миллионов долларов, глава лейбла опроверг иск в ноябре 2014 года: «Каждый раз, когда у нас есть запись Тейлор Свифт, все говорят: «О, он продает компанию». Тем не менее Борчетта не исключает будущей смены владельца, заявляя, что «бизнес меняется так быстро, и если я увижу стратегическую возможность, которая будет лучше для наших артистов и руководителей, это будет серьезный разговор».
После выхода 1989, пятого альбома Свифт, Big Machine требует, чтобы она выпустила еще один полноформатный альбом для лейбла.
Группа Zac Brown Band объявила 12 января 2015 года, что она подписала контракт о партнерстве с лейблами South Ground Artists, Big Machine Label Group, Republic Records и John Varvatos Records для выпуска четвертого студийного альбома. Условия сделки гласят, что Zac Brown Band будет работать с Big Machine Label Group для маркетинга и распространения, в то время как South Ground Artists будут работать над продвижением альбома на радио, Republic Records будет оказывать поддержку в области форматов некоммерческих радиостанций и международного продвижения, а John Varvatos Records будет следить за брендингом и стилем. Борчетта упомянулся в пресс-релизе Big Machine, в котором сказал, что «буквально нет потолка» тому, что может быть достигнуто благодаря новому партнерству, а также говорилось о «моментах, когда наши лучшие артисты достигли глобальных высот и более глубокого чувства взаимодействия и говорят на более ясном музыкальном языке».
В интервью, проведенном в феврале 2015 года, Борчетта отказался комментировать статус сделки с лейблом UMG, которая в то время была готова к пересмотру. Он подтвердил, что лейбл выпустит следующий альбом для American Idol в партнерстве с 19 Entertainment и UMG. Борчетта станет одним из наставников в следующей серии реалити-шоу. Борчетта также сообщил, что Свифт согласилась на вывод всей своей дискографии из Spotify после того, как он впервые предложил ей эту идею, и что он удалит музыку всех артистов Big Machine, если это будет в его силах.

### Конфликт со Spotify
После того, как Свифт и Big Machine убрали всю свою музыку из Spotify в ноябре 2014 года, сервис запустил кампанию в социальных сетях, чтобы убедить певицу вернуться, и в заявлении на своем веб-сайте утверждалось, что 16 миллионов из более чем 40 миллионов пользователей прослушали её музыку за 30-дневный период.
В середине ноября Борчетта огласил сумму, которую сервис должен был выплатить Свифт - 6 миллионов долларов ежегодно.
Борчетта сказал в интервью Time, что Swift заплатили в общей сложности 500 000 долларов за предыдущие 12 месяцев. Spotify ответил Борчетте, уточнив, что Свифт заплатили 2 миллиона долларов за стриминг в течение года. Spotify далее объяснил: «Мы заплатили лейблу Тейлор Свифт примерно полмиллиона долларов за месяц до того, как она удалила свою музыку». Согласно Борчетте, сумма Свифт, полученная от портала Vevo, была больше, чем выплата, полученная от Spotify.
Борчетта затем разъяснил в интервью в феврале 2015 года, что музыка Свифт будет возвращена в сервис, «который понимает различные потребности, которые у нас есть». Борчетта утверждал, что музыкальное творчество Свифт является «возможно, самым важным текущим каталогом», и заявил, что «настоящая миссия здесь - привлечь внимание к проблеме стриминговых сервисов».

### Конфликт с Тейлор Свифт
В 2019 г. бывший артист лейбла Тейлор Свифт вступила в резонансный спор с Big Machine Records из-за прав собственности на мастер-записи своих песен, по итогу которого она перезаписала четыре своих первых студийных альбомов, права на которые и были у лейбла.

## Дочерние лейблы

### Valory Music Co
В ноябре 2007 года Big Machine Records основали дополнительный лейбл под названием «Valory Music Co.». В лейбл входят такие артисты, как Джимми Уэйн (который ранее был в Big Machine), Джуэл, The Mavericks и Джастин Мур. К концу ноября 2008 года Valory вступил в партнерство с Midas Records ради продвижения, продажи, маркетинга, производства, рекламы и распространения - для канадских актёров Адама Грегори и Emerson Drive. То, что Риба Макинтайр присоединилась к Valory, также было опубликовано в ноябре 2008 года. Дебютный сингл Макинтайр на Valory был запланирован на 2009 год, а ее новый студийный альбом запланирован на лето того же года.

### BMLG Records (Republic Nashville)
Big Machine присоединилась к Universal Republic Records в июне 2009 года, чтобы основать новый лейбл Republic Nashville. В августе 2016 года Republic Nashville была переименована в BMLG Records после того, как Big Machine вернула полную собственность на лейбл.

### Dot Records
В марте 2014 года Big Machine объявила о возрождении Dot Records и, по состоянию на февраль 2015 года, лейбл был запущен в сотрудничестве с Republic Records, но позже был закрыт в марте 2017 года. Все артисты перешли на другие лейблы Big Machine.

### Nash Icon Records
В 2014 году Big Machine объявила о партнерстве с Cumulus Media для создания Nash Icon Music
21 октября 2014 года было объявлено, что Макинтайр станет первым артистом, подписавшим контракт с Nash Icon Music.

## Список артистов

### Big Machine Records

#### Кантри-музыка
- Такер Битхард
- The Cadillac Three
- Трент Хармон
- Лорен Дженкинс
- Midland
- Дискография телесериала «Нэшвилл»
- Дженнифер Неттлз
- Карли Пирс
- Rascal Flatts

#### Поп-музыка
- Cheap Trick

#### Комедия (выбывшие)
- Мелисса Питтерман

#### Кантри-музыка (выбывшие)
- Сет Элли
- Элла Мэй Боуэн
- Breaking Southwest
- Даниэль Брэдбери
- Брукс Гарт
- Лора Белл Банди
- Дасти Дрейк
- Edens Edge
- Адам Грегори
- Джек Инграм
- Кейт и Кейси
- Тим Макгро
- Даниэль Пек
- Steel Magnolia
- Фишер Стивенсон
- Sunny Sweeney
- Джимми Уэйн
- Триша Йервуд
- Waterloo Revival
- Тейлор Свифт

### Valory Music Co.
- The Church Sisters
- Дельта Рей
- Eli Young Band
- Брэнтли Гилберт
- Джастин Мур
- Томас Ретт
- Тара Томпсон

#### Выбывшие
- Emerson Drive
- Леви Хуммон
- Джуэл
- JB Rocket
- The Mavericks
- Риба Макинтайр
- RaeLynn
- Джимми Уэйн

### BMLG Records
- Даниэль Брэдбери
- Florida Georgia Line
- Райан Фолсе
- Дрейк Уайт
- Бретт Янг
- Тайлер Рич
- Такер Битхард
- Крейг Уэйн Бойд
- Эшли Кэмпбелл
- Аарон Льюис
- Maddie & Tae
- Карли Пирс
- Дрейк Уайт
- Стивен Тайлер
- The Shires
- Zac Brown Band

#### Выбывшие
- The Band Perry
- Грег Бейтс
- Eli Young Band
- Райан Фолсе
- Fast Ryde
- Jaron and the Long Road to Love
- Джеки Ли
- Мартина Макбрайд
- Кэсседи Поуп
- SHEL
- Sunny Sweeney
- A Thousand Horses

### Nash Icon Records
- Ронни Данн
- Риба Макинтайр
- Хэнк Уильямс-младший

#### Выбывшие
- Мартина Макбрайд

### Nash Next Records
- Todd O'Neill